# Liste des titres musicaux numéro un aux États-Unis en 2018
Liste les titres musicaux ayant le plus de succès au cours de l'année 2018 aux États-Unis d'après le magazine Billboard.

## Historique
| Date          | Artiste(s)                          | Titre           | Référence |
| ------------- | ----------------------------------- | --------------- | --------- |
| 3 janvier     | Ed Sheeran & Beyoncé                | Perfect         |           |
| 6 janvier     | Ed Sheeran & Beyoncé                | Perfect         |           |
| 13 janvier    | Ed Sheeran & Beyoncé                | Perfect         |           |
| 20 janvier    | Ed Sheeran                          | Perfect         |           |
| 27 janvier    | Camila Cabello featuring Young Thug | Havana          |           |
| 3 février     | Drake                               | God's Plan      |           |
| 10 février    | Drake                               | God's Plan      |           |
| 17 février    | Drake                               | God's Plan      |           |
| 24 février    | Drake                               | God's Plan      |           |
| 3 mars        | Drake                               | God's Plan      |           |
| 10 mars       | Drake                               | God's Plan      |           |
| 17 mars       | Drake                               | God's Plan      |           |
| 24 mars       | Drake                               | God's Plan      |           |
| 31 mars       | Drake                               | God's Plan      |           |
| 7 avril       | Drake                               | God's Plan      |           |
| 14 avril      | Drake                               | God's Plan      |           |
| 21 avril      | Drake                               | Nice for What   |           |
| 28 avril      | Drake                               | Nice for What   |           |
| 5 mai         | Drake                               | Nice for What   |           |
| 12 mai        | Drake                               | Nice for What   |           |
| 19 mai        | Childish Gambino                    | This Is America |           |
| 26 mai        | Childish Gambino                    | This Is America |           |
| 2 juin        | Drake                               | Nice for What   |           |
| 9 juin        | Drake                               | Nice for What   |           |
| 16 juin       | Post Malone featuring Ty Dolla Sign | Psycho          |           |
| 23 juin       | Drake                               | Nice for What   |           |
| 30 juin       | XXXTentacion                        | Sad!            |           |
| 7 juillet     | Cardi B, Bad Bunny & J Balvin       | I Like It       |           |
| 14 juillet    | Drake                               | Nice for What   |           |
| 21 juillet    | Drake                               | In My Feelings  |           |
| 28 juillet    | Drake                               | In My Feelings  |           |
| 4 août        | Drake                               | In My Feelings  |           |
| 11 août       | Drake                               | In My Feelings  |           |
| 18 août       | Drake                               | In My Feelings  |           |
| 25 août       | Drake                               | In My Feelings  |           |
| 1er septembre | Drake                               | In My Feelings  |           |
| 8 septembre   | Drake                               | In My Feelings  |           |
| 15 septembre  | Drake                               | In My Feelings  |           |
| 22 septembre  | Drake                               | In My Feelings  |           |
| 29 septembre  | Maroon 5 featuring Cardi B          | Girls Like You  |           |
| 6 octobre     | Maroon 5 featuring Cardi B          | Girls Like You  |           |
| 13 octobre    | Maroon 5 featuring Cardi B          | Girls Like You  |           |
| 20 octobre    | Maroon 5 featuring Cardi B          | Girls Like You  |           |
| 27 octobre    | Maroon 5 featuring Cardi B          | Girls Like You  |           |
| 3 novembre    | Maroon 5 featuring Cardi B          | Girls Like You  |           |
| 10 novembre   | Maroon 5 featuring Cardi B          | Girls Like You  |           |
| 17 novembre   | Ariana Grande                       | Thank U, Next   |           |
| 24 novembre   | Ariana Grande                       | Thank U, Next   |           |
| 1er décembre  | Ariana Grande                       | Thank U, Next   |           |
| 8 décembre    | Travis Scott                        | Sicko Mode      |           |
| 15 décembre   | Ariana Grande                       | Thank U, Next   |           |
| 22 décembre   | Ariana Grande                       | Thank U, Next   |           |
| 29 décembre   | Ariana Grande                       | Thank U, Next   |           |